# Desa Margoagung (administrativ by i Indonesien, Jawa Timur)
Desa Margoagung är en administrativ ort i Indonesien.   Den ligger i provinsen Jawa Timur, i den västra delen av landet, 600 km öster om huvudstaden Jakarta.